# 927 North Rexford Drive
927 North Rexford Drive ist ein Einfamilienhaus in der kalifornischen Stadt Beverly Hills. Es wurde 1923 – inspiriert vom französischen Landhausstil – nach Plänen des Architekten Elmer Grey errichtet und später durch Ted Grenzbach umgebaut. Die Wohnfläche des Hauses beträgt 511 m², das zugehörige Grundstück ist 1500 m² groß.
Das Haus verfügt über fünf Schlafzimmer und sieben Badezimmer. Der Haupteingang führt zu einem offenen Grundriss, der Familien-, Ess- und Wohnbereiche miteinander verbindet. Alle Zimmer führen auf eine große Terrasse mit Springbrunnen und Pool. Zugehörig ist ein zweistöckiges Gästehaus. In das Haus wurde das Original der Bar des Gangsters Bugsy Siegel eingebaut. Das Badezimmer wurde mit der von Don Loper entworfenen Tapete aus der Polo Lounge des Beverly Hills Hotels ausgekleidet.
1968 erwarb der Sänger Al Martino mit den Einkünften aus seinem internationalen Hit Spanish Eyes das Anwesen und lebte dort mit seiner dritten Ehefrau Judi und seinen Kindern. Nach seinem Tod im Oktober 2009 bewohnte Judi Martino das Haus alleine. Es wurde im Februar 2016 für 7.800.000 US-Dollar verkauft.